# Babiker an-Nur Osman
Babiker an-Nur Osman (Babikr an-Nur 'Uthman, arabisch بابكر النور عثمان, DMG Bābikr an-Nūr ʿUṯmān; geb. 1935; gest. 1971) war kurzzeitig (1971) Präsident des Sudan, wurde jedoch nach wenigen Tagen hingerichtet.

## Geschichte
Babiker an-Nur Osman wurde in einer Ahliyya-Schule erzogen, die in der Kolonialzeit das Ziel hatte, Bildung im Kampf gegen die Kolonialherren einzusetzen. Er wurde Oberst und gehörte 1967 dem kommunistisch gesinnten Revolutionären Kommando-Rat (Revolutionary Command Council, RCC) der Bewegung der freien Offiziere (Free Officers Movement) an, der zunächst sogar von Dschafar Muhammad an-Numairi gefördert wurde, da diese Clique am Putsch gegen Ismail al-Azhari beteiligt war. Die Bewegung der freien Offiziere war inspiriert von einer gleichnamigen Gruppierung von Gamal Abdel Nasser in Ägypten.
Bis 16. November 1970 war er sogar stellvertretender Premierminister, aber aufgrund von Spannungen mit Numairi wurde er abgesetzt. Sein Nachfolger Kommandant Haschim al-Atta und ein weiterer Beamter, Faruk Osman Hamdallah waren mehr nationalistisch eingestellt. Am 19. Juli 1971 organisierte Haschim al-Atta einen Putsch und stürzte Numairi. Zu dieser Zeit befanden sich Babiker an-Nur Osman und Hamdallah zu medizinischer Behandlung in London. Al-Atta gründete einen siebenköpfigen Revolutionsrat unter dem Vorsitz von Babiker an-Nur. Damit war er nominell drei Tage lang vom 19. bis 22. Juli 1971 Präsident des Sudan. Osman und Hamdallah kehrten sofort zurück, wurden aber auf dem Rückflug von libyschen Flugzeugen in Khartum abgefangen; Ägypten zog einen Teil seiner Truppen nach Khartum zusammen und die Anhänger von Numairi begannen einen Gegenangriff, nachdem Numairi die Flucht geglückt war und nach blutigen Gefechten erlangte er wieder die Kontrolle. Libyen übergab an-Nur und Hamdallah an Numairis Truppen und zusammen mit al-Atta und anderen, die in den Putsch verwickelt waren, wurden sie vor einem Standgericht verurteilt und sofort erschossen; drei Zivilisten, die Kommunisten Abdel Khalid Mahgoub (Generalsekretär der Kommunistischen Sudanesischen Partei), Shafie Ahmad al-Shaykh (Generalsekretär der Gewerkschaft) und Joseph U. Garang (Staatsminister für die südliche Regierung) wurden gehängt.